# George Trumbull Miller
George Trumbull Miller (Edimburgo, 28 novembre 1943 – Melbourne, 18 febbraio 2023) è stato un regista britannico naturalizzato australiano.
Nei crediti delle sue opere appare come George Miller, generando talvolta confusione a causa dell'omonimia con un altro regista australiano, George Miller (Mad Max, Happy Feet).

## Filmografia

### Cinema
- L'uomo del fiume nevoso (The Man from Snowy River) (1982)
- Aviator - Amore tra le nuvole (The Aviator) (1985)
- Cool Change (1986)
- Les Patterson Saves the World (1987)
- Bushfire Moon (1987)
- La storia infinita 2 (The NeverEnding Story II: The Next Chapter) (1990)
- Over the Hill (1992)
- La banca del seme più pazza del mondo (Frozen Assets) (1992)
- Atto indecente (Gross Misconduct) (1993)
- Andre - Un amico con le pinne (Andre) (1994)
- Zeus e Roxanne - Amici per la pinna (Zeus and Roxanne) (1997)
- Robinson Crusoe (1997)
- Prey (2009)

### Televisione
- Homicide – serie TV, 43 episodi (1970-1976)
- Division 4 – serie TV, 18 episodi (1970-1973)
- Matlock Police – serie TV, 28 episodi (1971-1976)
- Ryan – serie TV, episodio 1x29 (1974)
- Cash and Company – serie TV, 3 episodi (1975)
- The Box – serie TV, episodio 1x452 (1975)
- I Sullivans (The Sullivans) – serie TV (1976)
- L'ispettore Bluey (Bluey) – serie TV, 11 episodi (1976-1977)
- Young Ramsay – serie TV, 6 episodi (1977-1980)
- Against the Wind – miniserie TV, 7 puntate (1978)
- The Last Outlaw – miniserie TV, 4 puntate (1980)
- Bellamy – serie TV, episodio 1x02 (1981)
- Der schwarze Bumerang – miniserie TV, 4 puntate (1982)
- All the Rivers Run – miniserie TV, 2 puntate (1983)
- Five Mile Creek – serie TV, episodio 1x01 (1983)
- The Last Bastion – miniserie TV, 3 puntate (1984)
- Anzacs – miniserie TV, 5 puntate (1985)
- Il paese lontano (The Far Country) – film TV (1986)
- Badlands 2005 – film TV (1988)
- Il sogno di Nicky (Goodbye, Miss 4th of July) – film TV (1988)
- Spooner – film TV (1989)
- Una mamma per Natale (A Mom for Christmas) – film TV (1990)
- Tempo scaduto per Santa Claus (In the Nick of Time) – film TV (1991)
- Ellie - Un elefante da salvare (The Great Elephant Escape) – film TV (1995)
- Silver Strand – film TV (1995)
- Onda assassina (Tidal Wave: No Escape) – film TV (1997)
- Una stella a quattro zampe (In the Doghouse) – film TV (1998)
- Vendetta nell'oceano (Tribe) – miniserie TV, 4 puntate (1999)
- Viaggio al centro della Terra (Journey to the Center of the Earth) – miniserie TV, 2 puntate (1999)
- Il mio amico bionico (Cybermutt) – film TV (2002)
- Primal Park - Lo zoo del terrore (Attack of the Sabretooth) – film TV (2005)